# Amanda Keller
Amanda Rose Keller OAM (25 februari 1962) is een Australische televisie- en radiopresentatrice, vooral bekend als de gastvrouw van het populaire Australische lifestyle-programma The Living Room. Keller is ook mede-gastvrouw in andere programma's.

## Opleiding
Keller ging naar Carlingford High School en Mitchell College of Advanced Education (nu Charles Sturt University), waar ze in 1982 afstudeerde met een Bachelor of Arts in Communications. Ze was een omroepster bij het gemeenschapsradiostation 2MCE -FM op de campus.

## Carrière
Kellers loopbaan in de media begon in 1983 als onderzoeker voor de populaire kindertelevisieshow Simon Townsend's Wonder World !. In 1985 was ze een onderzoeker en producer voor Ray Martins Midday-show, waar ze voor het eerst regelmatig voor de camera begon te verschijnen.
In 1987 verliet ze Midday, en later presenteerde ze Beyond 2000, het internationale populairwetenschappelijke programma, waar ze talloze mediaprijzen won, waaronder de Media Peace Award van de United Nations Association of Australia in 1989 en de Michael Daley Award for Science Journalism.
In 1994 was ze vaste gast bij Andrew Denton in zijn show Denton, waar ze haar wetenschappelijke kennis combineerde met haar liefde voor populaire cultuur en kitsch. Ook publiceerde ze toen een boek, Amanda's Handy Home Hints. Later presenteerde ze samen met Denton op het radiostation Triple M in Sydney de ontbijtshow. Tegelijkertijd presenteerde ze haar eigen hedendaagse cultuurshow op kabeltelevisie genaamd The Hub.
In 2004 presenteerde ze een eigen op popcultuur gerichte programma Mondo Thingo en in 2006 deed ze mee in de vijfde serie van Dancing with the Stars, waar ze pas in de vijfde ronde werd uitgeschakeld.
In 2009 was Keller de teamleider van Baby Boomers in de quizshow Talkin' 'Bout Your Generation van Network Ten  die liep van 2009 tot 2012. 
In 2017 werd ze een van de best betaalde vrouwen op de Australische radio en maakte ze een gastoptreden als nieuwsverslaggever in aflevering 7547 van The Bold and the Beautifu. 
In 2019 begon Keller samen met Grant Denyer Dancing with the Stars te hosten. Ze was ook te zien in een aantal andere shows.

## Priveleven
Met haar man Harley Oliver heeft ze twee volwassen zonen en ze woont in Sydney, in de wijk Coogee.

## Diversen
Keller is de beschermvrouwe van een vrijwilligersorganisatie die geld inzamelt voor het Sydney Children's Hospital.
Ze heeft het wereldrecord voor de langste radio-uitzending onder water. Die was op 28 oktober 2010, toen zij en een collega-presentator van de WSFM-ontbijtshow meer dan drie uur onder water doorbrachten in het Sydney Aquarium.
In 2016 ontving ze de Medal of the Order of Australia (OAM) 